# Clase Guillobel
El K120 Guillobel es un buque de rescate submarino de la Marina de Brasil equipado con equipos y sistemas especiales para rescatar submarinos dañados y sus tripulaciones. Se incorporó en 2019, reemplazando al NSS "Felinto Perry" que se encontraba al final de su ciclo de vida.

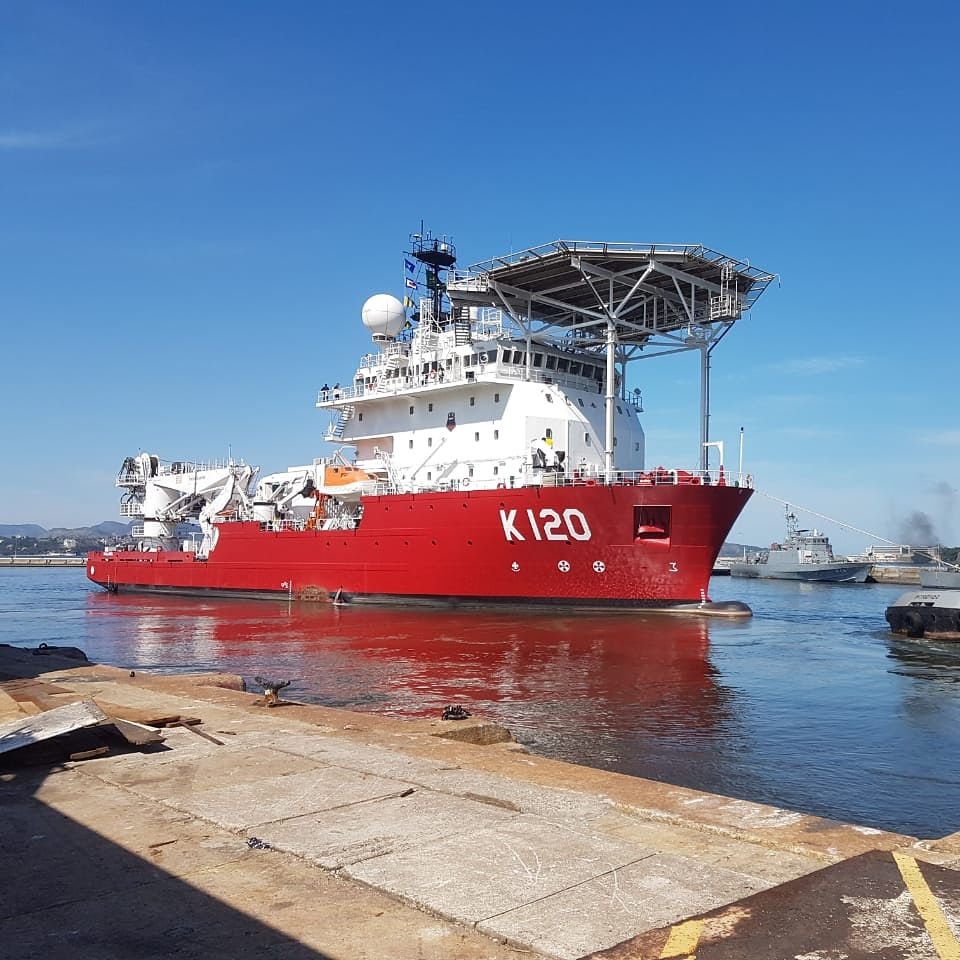
NSS Guillobel

## Características
- Dimensiones: 85 metros de largo, 18 en boca y 8 en calado
- 1 helipuerto de proa capaz de recibir aviones del tamaño de un Eurocopter AS332L Super Puma de 9 toneladas (cargado para el despegue)
- área libre a popa de la cubierta principal, aproximadamente 540 m²
- cabrestante con capacidad de hasta 100 toneladas